# 乔治·拉古热
乔治·拉古热（法語：Georges Lagouge，1893年11月5日—1970年9月8日），生于新梅尼勒，法国男子竞技体操运动员。他曾获得1920年夏季奥运会体操比赛男子团体全能铜牌。他于1970年在旧梅尼勒去世。